# Armée de terre (equip ciclista)
L'equip Armée de terre va ser un equip ciclista francès, creat el 2011 i des del 2015 amb categoria continental. Va desaparèixer el 2017.

## Principals resultats
- Tour del País de Savoia: Yoann Barbas (2013)
- Bordeus-Saintes: Yann Guyot (2013), Alexis Bodiot (2014)
- París-Mantes-en-Yvelines: David Menut (2014), Fabien Canal (2017)
- Gran Premi dels Marbrers: Yann Guyot (2014)
- Gran Premi Cristal Energie: Yann Guyot (2014)
- París-Troyes: Yannis Yssaad (2017)
- Tour de Finisterre: Julien Loubet (2017)
- Tro Bro Leon: Damien Gaudin (2017)
- París-Arràs Tour: Jordan Levasseur (2017)
- Gran Premi de la vila de Nogent-sur-Oise: Jordan Levasseur (2017)

### A les grans voltes
- Tour de França
  - 0 participacions

- Volta a Espanya
  - 0 participacions

- Giro d'Itàlia
  - 0 participacions

## Composició de l'equip
| \| Llista de l'equip 2015 \| Llista de l'equip 2015 \| Llista de l'equip 2015 \| Llista de l'equip 2015 \| \| Ciclista \| Data de naixement \| Equip previ \| \| \| ---------------------- \| ---------------------- \| ----------------------------------- \| ---------------------- \| \| Bryan Alaphilippe \| 17 de agost de 1995 \| Guidon Chalettois (2014) \| \| \| Bruno Armirail \| 11 de abril de 1994 \| \| \| \| Yoann Barbas \| 24 de octubre de 1988 \| Chambéry CF (2011) \| \| \| Alexis Bodiot \| 3 de maig de 1988 \| CC Nogent-sur-Oise (2010) \| \| \| Fabien Canal \| 4 de abril de 1989 \| US Giromagny VTT (2013) \| \| \| David Cherbonnet \| 12 de juny de 1993 \| \| \| \| Romain Combaud \| 1 de abril de 1991 \| Guidon Chalettois (2010) \| \| \| Julien Duval \| 27 de maig de 1990 \| Roubaix Lille Métropole (2014) \| \| \| Julien Gonnet \| 2 de setembre de 1981 \| \| \| \| Yann Guyot \| 26 de febrer de 1986 \| Sojasun espoir-ACNC (2010) \| \| \| Romain Le Roux \| 3 de juliol de 1992 \| BIC 2000 (2012) \| \| \| Kévin Lebreton \| 30 de octubre de 1993 \| UC Cholet 49 (2013) \| \| \| Jordan Levasseur \| 29 de maig de 1995 \| USSA Pavilly Barentin Junior (2013) \| \| \| Jérôme Mainard \| 25 de agost de 1986 \| CR4C Roanne (2014) \| \| \| Quentin Pacher \| 6 de gener de 1992 \| AVC Aix-en-Provence (2014) \| \| \| Jimmy Raibaud \| 13 de novembre de 1991 \| CR4C Roanne (2014) \| \| \| Benoît Sinner \| 7 de agost de 1984 \| Bonnat 91 (2010) \| \| \| Benjamin Thomas \| 12 de setembre de 1995 \| Bourges EC 18 (2014) \| \| \| Étienne Tortelier \| 14 de abril de 1990 \| \| \| \| \| \| \| \| \| Font: UCI \| \| \| \| |                        |                                     |  |
| Llista de l'equip 2015 |                        |                                     |  |
| Ciclista | Data de naixement      | Equip previ                         |  |
| Bryan Alaphilippe | 17 de agost de 1995    | Guidon Chalettois (2014)            |  |
| Bruno Armirail | 11 de abril de 1994    |                                     |  |
| Yoann Barbas | 24 de octubre de 1988  | Chambéry CF (2011)                  |  |
| Alexis Bodiot | 3 de maig de 1988      | CC Nogent-sur-Oise (2010)           |  |
| Fabien Canal | 4 de abril de 1989     | US Giromagny VTT (2013)             |  |
| David Cherbonnet | 12 de juny de 1993     |                                     |  |
| Romain Combaud | 1 de abril de 1991     | Guidon Chalettois (2010)            |  |
| Julien Duval | 27 de maig de 1990     | Roubaix Lille Métropole (2014)      |  |
| Julien Gonnet | 2 de setembre de 1981  |                                     |  |
| Yann Guyot | 26 de febrer de 1986   | Sojasun espoir-ACNC (2010)          |  |
| Romain Le Roux | 3 de juliol de 1992    | BIC 2000 (2012)                     |  |
| Kévin Lebreton | 30 de octubre de 1993  | UC Cholet 49 (2013)                 |  |
| Jordan Levasseur | 29 de maig de 1995     | USSA Pavilly Barentin Junior (2013) |  |
| Jérôme Mainard | 25 de agost de 1986    | CR4C Roanne (2014)                  |  |
| Quentin Pacher | 6 de gener de 1992     | AVC Aix-en-Provence (2014)          |  |
| Jimmy Raibaud | 13 de novembre de 1991 | CR4C Roanne (2014)                  |  |
| Benoît Sinner | 7 de agost de 1984     | Bonnat 91 (2010)                    |  |
| Benjamin Thomas | 12 de setembre de 1995 | Bourges EC 18 (2014)                |  |
| Étienne Tortelier | 14 de abril de 1990    |                                     |  |
| |                        |                                     |  |
| Font: UCI |                        |                                     |  |

| \| Llista de l'equip 2016 \| Llista de l'equip 2016 \| Llista de l'equip 2016 \| Llista de l'equip 2016 \| \| Ciclista \| Data de naixement \| Equip previ \| \| \| --------------------------------------- \| ---------------------- \| ----------------------------------- \| ---------------------- \| \| Bryan Alaphilippe \| 17 de agost de 1995 \| Guidon Chalettois (2014) \| \| \| Bruno Armirail \| 11 de abril de 1994 \| \| \| \| Yoann Barbas \| 24 de octubre de 1988 \| Chambéry CF (2011) \| \| \| Alexis Bodiot \| 3 de maig de 1988 \| CC Nogent-sur-Oise (2010) \| \| \| Fabien Canal \| 4 de abril de 1989 \| US Giromagny VTT (2013) \| \| \| Julien Duval \| 27 de maig de 1990 \| Roubaix Lille Métropole (2014) \| \| \| Thibault Ferasse \| 12 de setembre de 1994 \| UC Nantes Atlantique (2015) \| \| \| Yann Guyot \| 26 de febrer de 1986 \| Sojasun espoir-ACNC (2010) \| \| \| Romain Le Roux \| 3 de juliol de 1992 \| BIC 2000 (2012) \| \| \| Kévin Lebreton \| 30 de octubre de 1993 \| UC Cholet 49 (2013) \| \| \| Jordan Levasseur \| 29 de maig de 1995 \| USSA Pavilly Barentin Junior (2013) \| \| \| Jérôme Mainard \| 25 de agost de 1986 \| CR4C Roanne (2014) \| \| \| Clément Penven \| 27 de gener de 1989 \| Marseille 13 KTM (2015) \| \| \| Stéphane Poulhiès \| 26 de juny de 1985 \| Occitane CF (2015) \| \| \| Jimmy Raibaud \| 13 de novembre de 1991 \| CR4C Roanne (2014) \| \| \| Thomas Rostollan \| 18 de març de 1986 \| AVC Aix-en-Provence (2015) \| \| \| Benoît Sinner \| 7 de agost de 1984 \| Bonnat 91 (2010) \| \| \| Benjamin Thomas \| 12 de setembre de 1995 \| Bourges EC 18 (2014) \| \| \| Yannis Yssaad \| 25 de juny de 1993 \| Sojasun espoir-ACNC (2015) \| \| \| \| \| \| \| \| Fonts: ProCyclingStats Cycling Archives \| \| \| \| |                        |                                     |  |
| Llista de l'equip 2016 |                        |                                     |  |
| Ciclista | Data de naixement      | Equip previ                         |  |
| Bryan Alaphilippe | 17 de agost de 1995    | Guidon Chalettois (2014)            |  |
| Bruno Armirail | 11 de abril de 1994    |                                     |  |
| Yoann Barbas | 24 de octubre de 1988  | Chambéry CF (2011)                  |  |
| Alexis Bodiot | 3 de maig de 1988      | CC Nogent-sur-Oise (2010)           |  |
| Fabien Canal | 4 de abril de 1989     | US Giromagny VTT (2013)             |  |
| Julien Duval | 27 de maig de 1990     | Roubaix Lille Métropole (2014)      |  |
| Thibault Ferasse | 12 de setembre de 1994 | UC Nantes Atlantique (2015)         |  |
| Yann Guyot | 26 de febrer de 1986   | Sojasun espoir-ACNC (2010)          |  |
| Romain Le Roux | 3 de juliol de 1992    | BIC 2000 (2012)                     |  |
| Kévin Lebreton | 30 de octubre de 1993  | UC Cholet 49 (2013)                 |  |
| Jordan Levasseur | 29 de maig de 1995     | USSA Pavilly Barentin Junior (2013) |  |
| Jérôme Mainard | 25 de agost de 1986    | CR4C Roanne (2014)                  |  |
| Clément Penven | 27 de gener de 1989    | Marseille 13 KTM (2015)             |  |
| Stéphane Poulhiès | 26 de juny de 1985     | Occitane CF (2015)                  |  |
| Jimmy Raibaud | 13 de novembre de 1991 | CR4C Roanne (2014)                  |  |
| Thomas Rostollan | 18 de març de 1986     | AVC Aix-en-Provence (2015)          |  |
| Benoît Sinner | 7 de agost de 1984     | Bonnat 91 (2010)                    |  |
| Benjamin Thomas | 12 de setembre de 1995 | Bourges EC 18 (2014)                |  |
| Yannis Yssaad | 25 de juny de 1993     | Sojasun espoir-ACNC (2015)          |  |
| |                        |                                     |  |
| Fonts: ProCyclingStats Cycling Archives |                        |                                     |  |

| \| Llista de l'equip 2017 \| Llista de l'equip 2017 \| Llista de l'equip 2017 \| Llista de l'equip 2017 \| \| Ciclista \| Data de naixement \| Equip previ \| \| \| -------------------------------------------------------- \| ---------------------- \| ----------------------------------- \| ---------------------- \| \| Bryan Alaphilippe \| 17 de agost de 1995 \| Guidon Chalettois (2014) \| \| \| Romain Campistrous \| 16 de juliol de 1992 \| GSC Blagnac Vélo Sport 31 (2016) \| \| \| Fabien Canal \| 4 de abril de 1989 \| US Giromagny VTT (2013) \| \| \| Bastien Duculty \| 28 de novembre de 1992 \| VC Villefranche Beaujolais (2016) \| \| \| Thibault Ferasse \| 12 de setembre de 1994 \| UC Nantes Atlantique (2015) \| \| \| Damien Gaudin \| 20 de agost de 1986 \| AG2R La Mondiale (2016) \| \| \| Yann Guyot \| 26 de febrer de 1986 \| Sojasun espoir-ACNC (2010) \| \| \| Morgan Kneisky \| 31 de agost de 1987 \| Team Raleigh GAC (2016) \| \| \| Romain Le Roux \| 3 de juliol de 1992 \| BIC 2000 (2012) \| \| \| Kévin Lebreton \| 30 de octubre de 1993 \| UC Cholet 49 (2013) \| \| \| Jordan Levasseur \| 29 de maig de 1995 \| USSA Pavilly Barentin Junior (2013) \| \| \| Julien Loubet \| 11 de gener de 1985 \| Fortuneo-Vital Concept (2016) \| \| \| Jérôme Mainard \| 25 de agost de 1986 \| CR4C Roanne (2014) \| \| \| Stéphane Poulhiès \| 26 de juny de 1985 \| Occitane CF (2015) \| \| \| Jimmy Raibaud \| 13 de novembre de 1991 \| CR4C Roanne (2014) \| \| \| Thomas Rostollan \| 18 de març de 1986 \| AVC Aix-en-Provence (2015) \| \| \| Benjamin Thomas \| 12 de setembre de 1995 \| Bourges EC 18 (2014) \| \| \| Steven Tronet \| 14 de octubre de 1986 \| Fortuneo-Vital Concept (2016) \| \| \| Yannis Yssaad \| 25 de juny de 1993 \| Sojasun espoir-ACNC (2015) \| \| \| \| \| \| \| \| Fonts: ProCyclingStats Cycling Quotient Cycling Archives \| \| \| \| |                        |                                     |  |
| Llista de l'equip 2017 |                        |                                     |  |
| Ciclista | Data de naixement      | Equip previ                         |  |
| Bryan Alaphilippe | 17 de agost de 1995    | Guidon Chalettois (2014)            |  |
| Romain Campistrous | 16 de juliol de 1992   | GSC Blagnac Vélo Sport 31 (2016)    |  |
| Fabien Canal | 4 de abril de 1989     | US Giromagny VTT (2013)             |  |
| Bastien Duculty | 28 de novembre de 1992 | VC Villefranche Beaujolais (2016)   |  |
| Thibault Ferasse | 12 de setembre de 1994 | UC Nantes Atlantique (2015)         |  |
| Damien Gaudin | 20 de agost de 1986    | AG2R La Mondiale (2016)             |  |
| Yann Guyot | 26 de febrer de 1986   | Sojasun espoir-ACNC (2010)          |  |
| Morgan Kneisky | 31 de agost de 1987    | Team Raleigh GAC (2016)             |  |
| Romain Le Roux | 3 de juliol de 1992    | BIC 2000 (2012)                     |  |
| Kévin Lebreton | 30 de octubre de 1993  | UC Cholet 49 (2013)                 |  |
| Jordan Levasseur | 29 de maig de 1995     | USSA Pavilly Barentin Junior (2013) |  |
| Julien Loubet | 11 de gener de 1985    | Fortuneo-Vital Concept (2016)       |  |
| Jérôme Mainard | 25 de agost de 1986    | CR4C Roanne (2014)                  |  |
| Stéphane Poulhiès | 26 de juny de 1985     | Occitane CF (2015)                  |  |
| Jimmy Raibaud | 13 de novembre de 1991 | CR4C Roanne (2014)                  |  |
| Thomas Rostollan | 18 de març de 1986     | AVC Aix-en-Provence (2015)          |  |
| Benjamin Thomas | 12 de setembre de 1995 | Bourges EC 18 (2014)                |  |
| Steven Tronet | 14 de octubre de 1986  | Fortuneo-Vital Concept (2016)       |  |
| Yannis Yssaad | 25 de juny de 1993     | Sojasun espoir-ACNC (2015)          |  |
| |                        |                                     |  |
| Fonts: ProCyclingStats Cycling Quotient Cycling Archives |                        |                                     |  |

## Classificacions UCI

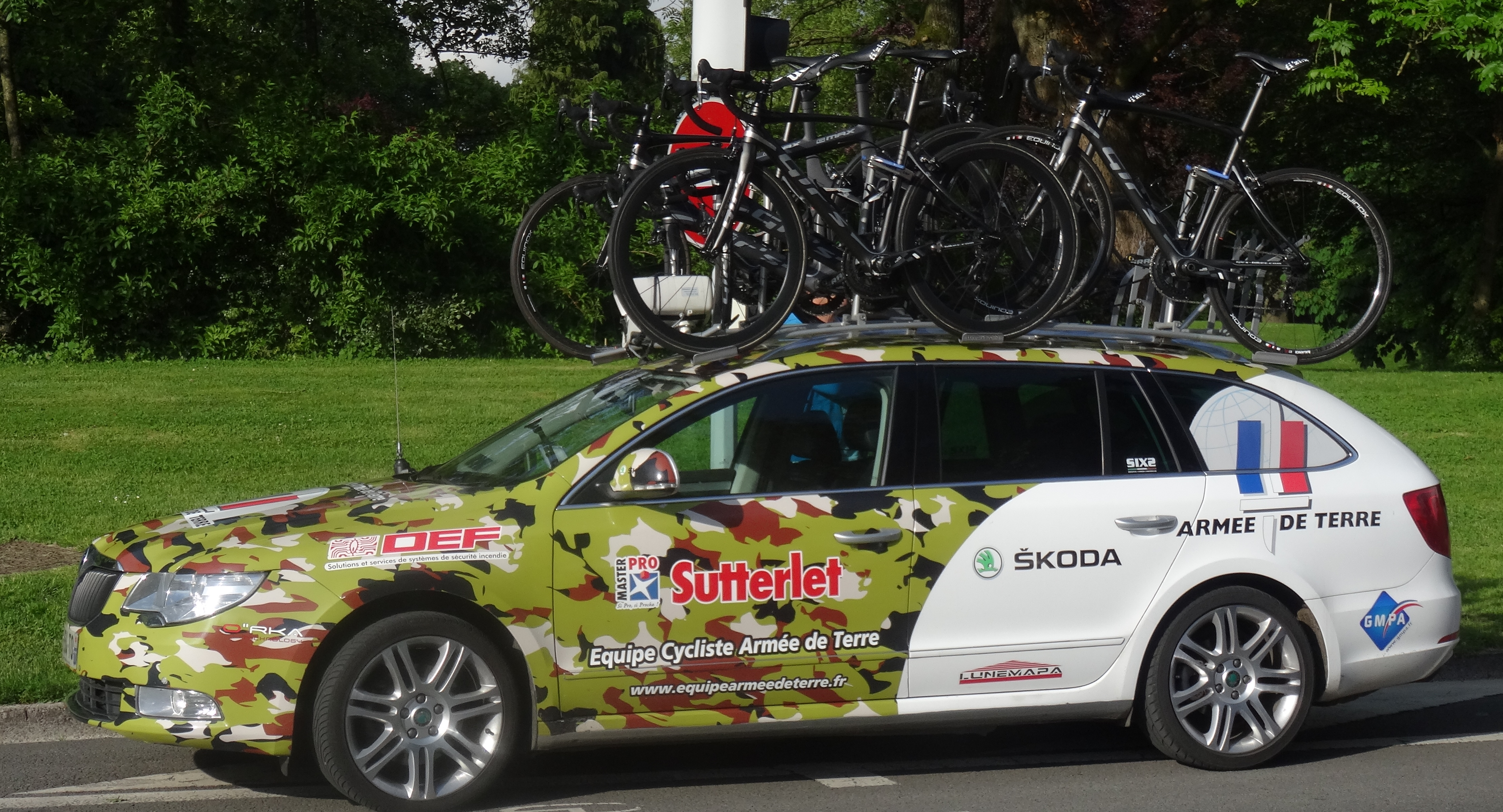
Vehicle de l'equip al 2014

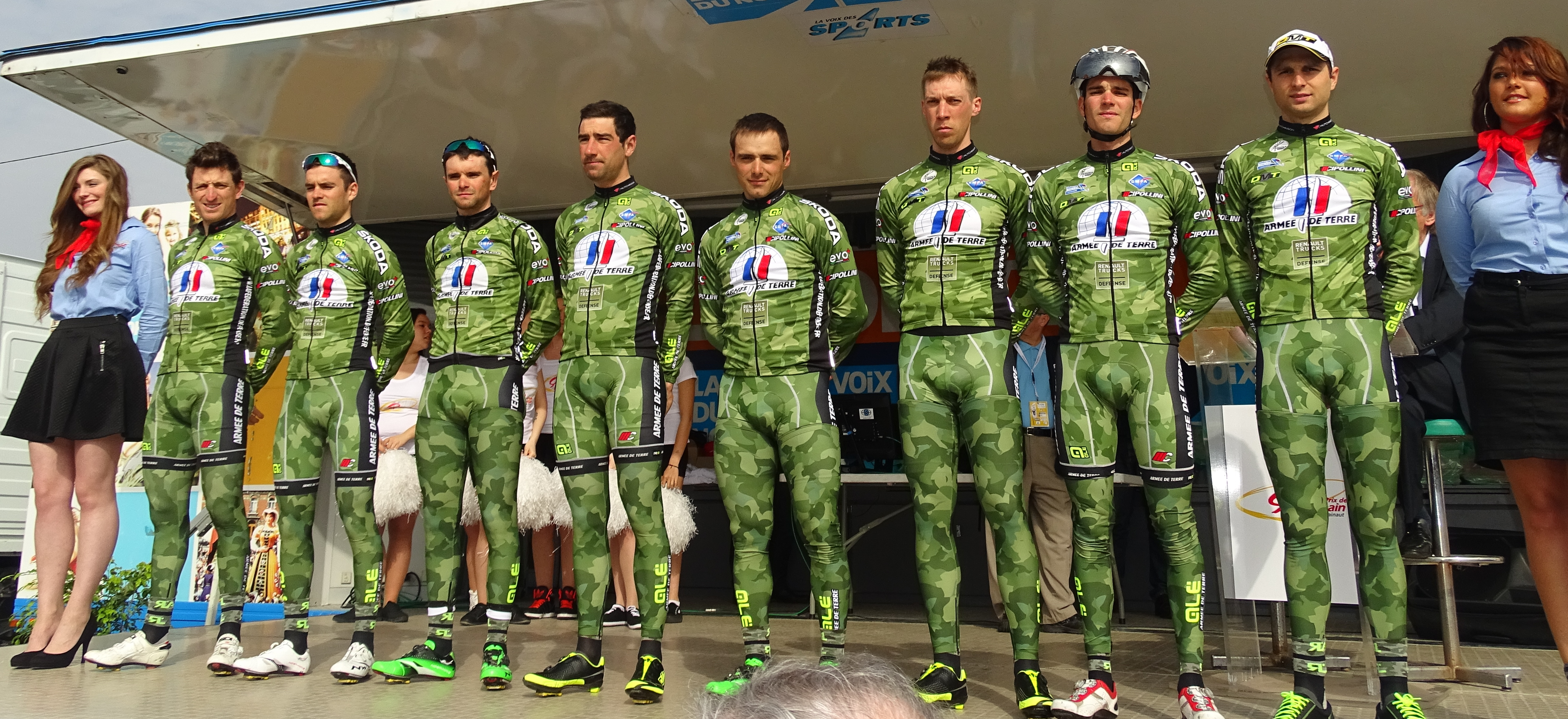
L'equip al 2015

Des del 2015, l'equip participa en els Circuits continentals de ciclisme, principalment en proves de l'UCI Europa Tour.
UCI Europa Tour
| Temporada | Classificació per equips | Millor ciclista en la classificació individual |
| --------- | ------------------------ | ---------------------------------------------- |
| 2015      | 54è                      | Romain Combaud (186è)                          |
| 2016      | 26è                      | Julien Duval (78è)                             |
| 2017      | 9è                       | Benjamin Thomas (40è)                          |